# 雷明登1875單動式陸軍轉輪手槍
雷明登1875單動式陸軍（英語：Remington Model 1875 Single Action Army；通稱：改良型陸軍或邊疆陸軍）是一款由美国槍械製造商E·雷明頓父子公司所研製和生產的轉輪手槍，發射.45長柯爾特、.44-40溫徹斯特和.44雷明登中央底火口徑手枪子弹。
該手槍基於設計成功的新型陸軍（M1858），兩款轉輪手槍都具有相同的尺寸、外觀和可拆卸的弹巢。較為新型的雷明頓1875與舊型的M1858火帽型號的主要區別在於，它的彈巢具有可整體穿過的槍膛用以裝填金屬製定裝子彈。因此，在1875年，雷明登帶著這款大型底把、軍用風格的左輪手槍進入定裝彈藥式左輪手槍市場，意在與柯爾特和平捍衛者競爭。而普通市民和舊西部法律界人士都認可新型雷明登左輪手槍的質量堅固。該手槍隨後是M1888和M1890。

## 概述
雖然目標是與柯爾特單動式陸軍轉輪手槍競爭，但由於哈特福廠商在生產和銷售方面已經領先了兩年，這款雷明登的設計未能獲得如柯爾特型號的商業成功。
這款單動手槍手槍又被稱為“改良型陸軍”或是“邊疆陸軍”左輪手槍，被認為是柯爾特流行的單動式陸軍手槍的競爭對手。但是，在推出時，柯爾特早已經與美国陆军取得了合同，雷明登被迫尋求其他市場。美國政府購入了不足650把供印度警察使用，大約在1880年左右又將1,000把出售給了墨西哥政府。埃及政府與之簽定了交付10,000把的合同，但由於埃及在滾輪式閉鎖步槍方面欠下的大量未償還的債務，生產和交付的貨物很少。
在1875年至1889年之間，雷明登採用三種不同的膛室，分別是：.44雷明登中央底火、.44-40溫徹斯特和.45長柯爾特口徑，共生產了25,000至30,000把。這些口徑都是不可自選；確切地說，生產型號的質量取決於生產日期。.45口徑的彈巢要稍長一些，以防止意外裝入.44口徑的底把。標準功能包括附凹槽式彈巢、核桃木製握把面板，烤藍或鍍镍表面處理並且作表面硬化的擊錘和裝填閂，以及掛繩環。標準槍管長度為71⁄2英寸（190毫米），而少數的該左輪手槍則是使用53⁄4英寸（150毫米）的槍管生產。

## 現代再生產型
烏貝蒂1875無法型（Uberti 1875 Outlaw）、邊疆型（Frontier）和警用型（Police）轉輪手槍是著名的雷明登1875和1890轉輪手槍的複製品，但可裝填.357麥格農等更為現代化的無煙火藥彈種。西馬隆槍械公司也向市面提供了為烏貝蒂的規格打造的版本。這些現代複製品同時具有老式“牛仔”手槍的外觀和感覺，以及更現代化的左輪手槍所共有的冶金学帶來的好處。

## 資料來源
1. ↑  .   [2020-05-22]. （原始内容存档于2016-04-18）.
2. 1 2 3  Flayderman, Norm.  8th. Iola, WI: Krause Publications. 2001: 145. ISBN 0-87349-313-3.
3. ↑  Bequette, Roy Marcot ; edited by James W.; Gangloff, Joel J. Hutchcroft; foreword by Arthur W. Wheaton; chapter introductions by Richard F. Dietz; book design by Robert L. . Peoria, IL: Primedia. 1998. ISBN 1-881657-00-0.
4. ↑  .   [2020-05-22]. （原始内容存档于2011-11-23）.
5. ↑  .   [2020-05-22]. （原始内容存档于2012-10-21）.
6. ↑  Taffin, John. . Iola, Wisconsin: Krause Publications. 12 October 2005: 191–193. ISBN 0-87349-953-0.

## 外部連結
- （英文）—"Remington Uberti"  （页面存档备份，存于）
- （英文）—Remington Model 1875 No. 3 Improved Army Revolver （页面存档备份，存于）
- （英文）—Variations in Remington Model 1875, Model 1888 and Model 1890 Revolvers （页面存档备份，存于）
- YouTube.com—Remington Model 1875 Revolver (original)
- YouTube.com—Shooting the 1875 Remington Revolver (replica) （页面存档备份，存于）